# Ipsea malabarica
Ipsea malabarica là một loài thực vật có hoa trong họ Lan. Loài này được (Rchb.f.) Hook.f. mô tả khoa học đầu tiên năm 1890.